# 雑種強勢
雑種強勢（ざっしゅきょうせい）は、雑種子孫における生物学的性質の改善または増加の機能である。両親の遺伝的寄与を混合した結果、その形質が強化された場合、その子孫はヘテロである。異種交配された子孫は、両親の形質を単純に足し合わせた以上の形質を持つことが多く、メンデルの法則または非メンデルの法則によって説明することができる。農業で注目される典型的な雑種強勢形質は、高収量、早熟、安定性、干ばつ耐性などである。